# Formule 1
Formule 1 é uma cadeia de hotéis pertecende ao Grupo Accor, que é um grupo mundial atuante nos seguintes segmentos: hotelaria e serviços. O Grupo Accor é o maior grupo hoteleiro na Europa e no Brasil. No segmento de hotelaria, além do Formule 1, a Accor também possui, no Brasil, as cadeias: Sofitel, Pullman, Novotel, Mercure e Ibis. O Formule 1 se encaixa no conceito de hotel super-econômico, reunindo o máximo de funcionalidade pelo menor preço, com padrão de qualidade internacional.

A marca Formule 1 foi criada na França, em 1984. O grupo Accor descobriu que as principais queixas das pessoas que viajavam com verba de hospedagem muito restrita estavam relacionadas à falta de conforto e de isolamento acústico. Hoje, o grupo conta com 356 hotéis da marca Formule 1 no mundo e continua expandindo. A Accor Brasil inaugurou em agosto de 2001, na capital paulista, a primeira unidade do Formule 1 no Brasil. Atualmente, são treze unidades do Formule 1 no país, sendo cinco na capital de São Paulo, uma em Tamboré, uma em Piracicaba, duas em Belo Horizonte, uma em Belém, uma no Rio de Janeiro, uma em Curitiba e uma em Vitória. Estão previstas abertura em Manaus, Cuiabá, Campo Grande, Fortaleza, Porto Alegre, Salvador, João Pessoa, Barbacena e Manhuaçu.

A estrutura é simples e prática, com apartamentos de 12 m² equipados com cama de casal, beliche de solteiro, banheiros com ducha e toalete separados, ar condicionado, televisão a cabo 14 polegadas com controle remoto, relógio com sistema automático de despertador, bancada de trabalho e fechadura com cartão magnético. O café da manhã é cobrado à parte. Não há frigobar nem telefone nos apartamentos. Os hoteis Formule 1 têm uma taxa de ocupação média de 80%. (cf).
A rede de hotéis Accor anunciou a reestruturação global para a suas marcas no segmento econômico, que vai unificar todas elas em uma bandeira: Ibis. A marca foi escolhida para operar neste segmento e será dividida em três diferentes versões: Ibis, Ibis Styles e Ibis Budget, sendo esta última a sucessora da marca Formule 1.

## Ligações Externas
- Commons